# ЛЕФ

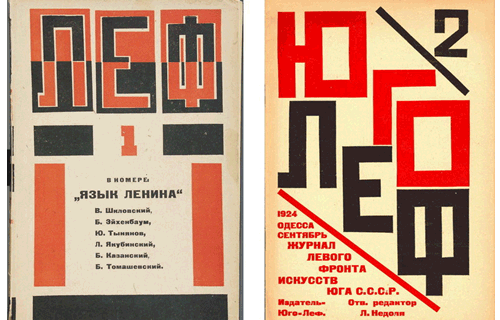
Обложки журналов ЛЕФа

«ЛЕФ» («Левый фронт искусств») — творческое объединение, существовавшее в 1922—1929 годах в Москве, Одессе и других городах СССР.

## История
Основано в конце 1922 года в Москве.
Ядро ЛЕФа — это бывшие футуристы В. В. Маяковский (лидер объединения), Н. Н. Асеев, О. М. Брик, С. М. Третьяков, Б. А. Кушнер, Б. И. Арватов, Н. Ф. Чужак.
ЛЕФ считал себя единственным настоящим представителем революционного искусства и конкурировал на этом поле с пролетарскими группами «Октябрь» и ВАПП. На позициях ЛЕФа стоял ряд литературных групп в Одессе, Иваново-Вознесенске, Тифлисе, Новосибирске.
В деятельности ЛЕФа также принимали участие литераторы: Б. Л. Пастернак, А. К. Гастев, А. Е. Кручёных, П. В. Незнамов, С. И. Кирсанов, В. В. Каменский, И. Г. Терентьев, М. Ю. Левидов, В. Б. Шкловский, Л. А. Кассиль, И. Э. Бабель, В. Перцов и другие; художники: А. М. Родченко, В. Ф. Степанова, Л. С. Попова, В. Е. Татлин и другие.
Сотрудничали с ЛЕФом кинематографисты: С. М. Эйзенштейн, Л. В. Кулешов, Г. М. Козинцев, Л. З. Трауберг, Дзига Вертов, С. И. Юткевич, Э. И. Шуб и др., архитекторы: братья Веснины, А. К. Буров. В 1925 году архитекторами-членами ЛЕФа было основано Объединение современных архитекторов. С ЛЕФом сотрудничали филологи объединения ОПОЯЗ.
Основные принципы деятельности ЛЕФа — литература факта (пропаганда отмены вымысла в пользу документальности), производственное искусство, социальный заказ.
Многие лефовские теоретики, такие как Третьяков, вообще предлагали заменить литературу журналистикой.

## Публикации ЛЕФа
Органы ЛЕФа — журналы «ЛЕФ» (1923−1925) и «Новый ЛЕФ» (1927−1928). В 1929 г. выпущен сборник теоретических и критических статей «Литература факта».
Первый номер «ЛЕФа» вышел в марте 1923 года. Маяковский был ответственным редактором. Также в редколлегию вошли Н. Асеев, Б. Арватов, О. Брик, Б. Кушнер, С. Третьяков, Н. Чужак.
Журнал также печатал в разделе «Теория» статьи «левых» режиссеров и художников — таких как Дзига Вертов и С. Эйзенштейн.

## Критика
На разных этапах деятельности ЛЕФ подвергался жёсткой критике в журналах «Под знаменем марксизма», «Новый мир», газете «Известия». Среди последовательных оппонентов ЛЕФа были В. Полонский, Д. Бедный, А. Лежнев, В. Лебедев-Полянский и др.
После того, как в сентябре 1928 из ЛЕФа вышли Маяковский и Брик, он распался, ослабленный внутренними противоречиями в конце 1928. Попытка Маяковского создать РЕФ («Революционный фронт») в 1929 году провалилась, и в 1930 году Маяковский и Асеев вошли в РАПП.

## Материалы и тексты
- Оглавление всех номеров за 1923−1925 годы
- С. Третьяков (1923). Откуда и куда? (Перспективы футуризма)
- Оглавление всех номеров «Нового ЛЕФа» за 1927−1928 годы
- Журналы «Новый Леф» (16 номеров) на ресурсе Электронекрасовка — оцифрованные выпуски журнала.
- ЛЕФ. Опыт создания искусства дня. Цикл лекций Александра Лаврентьева